# Кристиан Адолф (Шлезвиг-Холщайн-Зондербург-Францхаген)
Кристиан Адолф фон Шлезвиг-Холщайн-Зондербург-Францхаген (на немски: Christian Adolf Herzog von Schleswig-Holstein-Sonderburg-Franzhagen; * 3 юни 1641, Зондербург; † 11 януари 1702, Хамбург) от странична линия на Олденбургите, е херцог на Шлезвиг-Холщайн-Зондербург-Францхагене от 1653 до 1702 г.

## Живот
Син е на херцог Йохан Кристиан фон Шлезвиг-Холщайн-Зондербург-Францхаген (1607 – 1653) и съпругата му Анна фон Олденбург-Делменхорст (1605 – 1688), дъщеря на граф Антон II фон Олденбург-Делменхорст. По-малък брат е на Кристиана Елизабет (1638 – 1679), омъжена през 1656 за херцог Йохан Ернст II фон Саксония-Ваймар (1627 – 1683).
През 1667 г. Кристиан Адолф и страната му банкрутират и крал Фредерик III от Дания придобива херцогството и двореца Зондербург и му осигурява доходи, които му позволяват да води княжески живот.
На 1 ноември 1676 г. Кристиан Адолф се жени за Елеонора Шарлота фон Саксония-Лауенбург (* 8 август 1646; † 9 февруари 1709), дъщеря на херцог Франц Хайнрих фон Саксония-Лауенбург, след което двойката се премества в двореца Францхаген, който е част от нейното наследство в Херцогство Саксония-Лауенбург. По този начин те основават линията Шлезвиг-Холщайн-Зондербург-Францхаген.
Кристиан Адолф умира на 11 януари 1702 г. на 60 години. Неговата съпруга Елеонора Шарлота го наследява, понеже синовете им сключват неравностойни бракове.

## Деца
Кристиан Адолф и Елеонора Шарлота имат децата:
- Леополд Христиан (1678 – 1707), херцог на Шлезвиг-Холщайн-Зондербург-Францхаген (1702 – 1707)

∞ (морганатичен брак) за Анна София Зегелке (* 1684)
- Лудвиг Карл (1684 – 1708), херцог на Шлезвиг-Холщайн-Зондербург-Францхаген (1707 – 1708)

(морганатичен брак) на 20 декември 1705 г. за Анна (Барбара) Доротея фон Винтерфелд (1670 – 1739), дъщеря на Батхолд Дитрих фон Винтерфелд
- Йохан Франц (1685 – 1687)